# Paul R. McHugh
Paul Rodney McHugh (* 21. května 1931, Lawrence, Massachusetts, USA) je americký psychiatr, výzkumník a vysokoškolský pedagog. Je známý především díky svému článku Sexualita a gender v časopise The New Atlantis.

## Profesní životopis
Absolvoval Harvard College v roce 1952 a Harvard Medical School v roce 1956. V současné době je profesorem psychiatrie na Univerzitě Johnse Hopkinse. McHughův vlastní výzkum se zaměřil na neurovědecké základy motivace, psychiatrickou genetiku, epidemiologii a neuropsychiatrii.
V roce 2001 byl McHugh jmenován prezidentem Georgem W. Bushem do Prezidentské rady pro bioetiku. Rada byla pověřena úkolem vydávat doporučení ohledně toho, jaká by měla být politika federální vlády USA ohledně embryonálních kmenových buněk.
Od 1992 je členem Národní akademie lékařských věd.

## Knihy
- McHugh, P. R. (2006). Try to Remember: Psychiatry's Clash over Meaning, Memory, and Mind. New York: DANA.
- ---. (2008). The Mind Has Mountains: Reflections on Society and Psychiatry. Baltimore, MD: Johns Hopkins University Press.